# باتلفيلد 3

شعار لعبة باتلفيلد 3

لعبة ساحة المعركة 3 (بالإنجليزية:Battlefield 3) ، لعبة إلكترونية حربية أمريكية، أنتجت من قبل شركة EA GAMES بالتعاون مع شركة DICE ، صدرت في الولايات المتحدة والاتحاد الأوروبي في شهر أكتوبر عام 2011 إلى الأسواق العالمية .
في الجزء الثالث من سلسلة Battlefield ستكون جندي من ضمن قوات مشاة بحرية الولايات المتحدة والمعروفون ب(Marines) حيث تقوم ببعض المعارك الحربية في كلا من أوروبا وأمريكا الشمالية والشرق الأوسط وتحديدًا إيران، اللعبة سيكون بها خرائط لأماكن عديدة جدا سوف تقاتل فيها ومن بينهم باريس عاصمة فرنسا ونيويورك بالولايات المتحدة وطهران عاصمة إيران وجبل دماوند آمل وسراييفو عاصمة البوسنة والهرسك وكذلك السليمانية في العراق وعمان، وهذه المعارك ستكون في شوارع هذه المدن حيث الشوارع الحضرية ومدن ومناطق حضرية وليست في صحاري ليس بها ناس أو بناء كما يتواجد في بعض الألعاب، مما سيعطيك بيئة مفتوحة ومناظر رائعة وتدور اللعبة في عام 2014.

## ميزة اللعبة
اللعبة تعرض فيزياء maximalist والتي تقوم بعرض أوضح للمعارك الحربية ودمج الأسلحة بشكل جعل اللعبة من بين أفضل الألعاب الأكثر شعبية في العالم وتستخدم محرك (فروستبايت إنجن) والمعروف بعضة الثلج لما يتميز به هذا المحرك من قدرة على إظهار الطبيعة بشكل طبيعي إلى أبعد الحدود وكذلك تكون الرسومات المتحركة أكثر واقعية، اللعبة ستحتوي على ثلاثة أطوار وهي طور الفرد (single-player) وطور التعاون (co-operative) وطور التعدد (multiplayer).
الجزء الثالث الجديد من السلسلة سيعيد مرة أخرى تقديم الطائرات المقاتلة والمعارك القوية والتي فقدت في الجزء الأخير كما تم التصريح قبل طرحها في السوق بأن اللعبة ستكون مفتوحة أكثر في المجال الأرضي على نسخة الحاسب الآلي ولكنها علي العكس تكون مفتوحة في المجال الجوي علي نسختي إكس بوكس 360 وبلاي ستيشن 3.
كما قام القائد (Mode) وهو أحد المسئولين عن اللعبة وهو أحد قادة شركة (EA) بالرد علي النقد الذي وجه إلي اللعبة وبالأخص الجزء السابق بالقول بأن الجزء الجديد سيحمل نوع جديد من تقنية الصور المتحركة وهو (ANT) وهذه التقنية مستخدمة من قبل شركة (EA Sports) للألعاب الرياضية فقط وعلى رأسها لعبة كرة القدم (FIFA)، وهذه التقنية سيتم اعتمادها من أجل خلق جندي أكثر واقعية ويكون له قدرة كبيرة علي مواصلة القتال، ومن أهم الملامح التي سوف نشاهدها هي حركة الجندي عندما يدير رأسه بمحازات الجسد.
عندما نتحدث عن نمط اللاعب الواحد (Single-player) فأن التقنية الجديدة للصور المتحركة ستجعل اللاعب قادر على سحب رفيقه المصاب إلى منطقة آمنة، كما سيكون اللاعب قادر علي استعمال العربات ولكن استعمالهم سيكون بصورة محدودة وبحيث لا يمكنك استخدام العربات على طول الطريق بل عندما تريدك اللعبة أن تستقل سيارة فعندها يمكنك استخدام العربات، الجزء الأول من اللعبة ستلعب بالرقيب أول (Henry) هنري هو عضو في سلاح البحرية الأمريكية مسؤول عن الحدود الإيرانية العراقية حيث يضرب زلزال الحدود ولا يعرف من المتسبب في هذا الزلزال ومن ثم يبدأ الرقيب وفرقته المكونة من خمسة رجال في البحث والتحري عن سبب هذه الهزة الأرضية حتى يصلوا إلى بلدة وينقطع الاتصال عن الجيش الأمريكي وسوف يساعدهم بعض الجنود من (USMC) في قتال الجيش المتحالف بين العراق وإيران والمعروفين باسم (PLR).
لعبة Battlefield 3 وكما قال المدير التنفيذي (John Riccitiello) لشركة (EA) صممت من أجل أن تسحب البساط من تحت أقدام لعبة الحروب الأولى نداء الواجب (كول أوف ديوتي) لذلك قررت الشركة صرف 100 مليون دولار من أجل الأعلان عن اللعبة والدعاية لها بالشكل الذي يجعل اللعبة تحقق رقم قياسي يتدعي الرقم الذي حققته لعبة نداء الواجب في العام الماضي عندما حققت في يوم واحد فقط 400 مليون دولار، كما صرح السيد (Frank Gibeau) رئيس شركة (Electronic Arts) بأن الشركة ستجعل من هذا الجزء هو الأعظم من بين ألعاب التصويب (FPS) وسوف تتفوق على لعبة نداء الواجب.

## مهمات
سيقوم الجيش الأمريكي بمهمات صعبة كمهمة مدينة السليمانية في العراق وصحراء طهران وعمان ونيويورك وغيرها، كما تؤكد التقارير بتحسين جودة الصورة وتبدو كأنها الأكثر واقعية حسب المتابعين .

صورة من داخل اللعبة في إحدى مدن العراق(اضغط للتكبير).

## المنع
قررت الحكومة الإيرانية منعها قبل أن تصدر بعدة أسابيع بسبب احتلال طهران، سبب منعها في أحد مواقع اللعبة تمثل جنود أمريكيون يقومون بالمداهمة المسلحة على مجموعة إرهابية إيرانية. مواقعها تشير أن القوات الأمريكية تتمكن بشن هجوم كاسح على عاصمة طهران واختراقها لأراضيها، ناهيك عن معركة بازار طهران الكبير ووجود خريطة في الطور الجماعي، تدور أحداثها داخل أراضي إيرانية، ومنذ ذلك الحين وحتى الآن يمنع تداول اللعبة بشكل نهائي على الرغم من إطلاق الجزء الرابع منذ 2013.

## وصلات خارجية
- باتلفيلد 3 على موقع IMDb (الإنجليزية)

- Official Battlefield 3 website
- Official Facebook page  على فيسبوك.

تفاصيل كاملة حول اسلحة لعبة باتلفيلد 3